# Liste des députés wallons (1995-1999)
Pour les articles homonymes, voir Liste des députés wallons.
Pour la législature 1995-1999, le Parlement wallon comptait 75 députés élus au suffrage universel direct.

## Bureau
- Anne-Marie Corbisier-Hagon, présidente
  - Yvon Biefnot, 1er vice-président
  - Pierre Hazette, 2e vice-président
  - Jean-Pierre Perdieu, 3e vice-président
    - Étienne Knoops, secrétaire
    - Françoise Dupuis, secrétaire
    - Nicole Maréchal, secrétaire
    - Georges Sénéca, secrétaire

## Partis représentés

### Parti socialiste(30)
1. Maurice Bayenet
2. Richard Biefnot
3. Maurice Bodson (31.7.1995) remplace Willy Taminiaux
4. Willy Burgeon
5. Jacques Chabot (29.4.1998) remplace Henry Mouton
6. Michel Deffet (31.7.1995) remplace Jean-Maurice Dehousse
7. Freddy Deghilage
8. Maurice Dehu
9. Nicole Docq (18.10.1995) remplace Gérard Jaumain (+) (31.7.1995) remplace Bernard Anselme
10. Didier Donfut
11. Christian Dupont
12. Paul Ficheroulle (31.7.1995) remplace Jean-Claude Van Cauwenberghe
13. Gil Gilles
14. Gustave Hofman
15. Jean-François Istasse (27.6.1995) remplace Yvan Ylieff
16. Jean-Marie Léonard
17. Léon Malisoux
18. Christian Massy
19. Guy Mathot
20. Marc Melin (31.7.1995) remplace Robert Collignon
21. Jean Namotte
22. Jean-Pierre Perdieu
23. Francis Poty
24. Anne-Marie Salmon-Verbayst
25. Jacques Santkin
26. Guy Spitaels
27. Micheline Toussaint-Richardeau
28. Jean-Paul Vancrombruggen
29. Léon Walry
30. Maggy Yerna

### PRL-FDF(19)
1. Chantal Bertouille
2. Olivier Chastel (10.1998) remplace Étienne Knoops
3. André Damseaux
4. Jean-Pierre Dardenne
5. Arnaud Decléty
6. Daniel Ducarme, chef de groupe
7. Michel Foret
8. Pierre Hazette
9. Raymond Hinnekens
10. Joseph Houssa
11. Serge Kubla
12. Gérard Mathieu
13. Marcel Neven
14. Guy Pierard
15. Guy Saulmont
16. Annie Servais-Thysen (8.11.1995) remplace Philippe Monfils, démissionnaire
17. Jean-Marie Séverin
18. Jean-Paul Wahl
19. Raymond Willems (8.01.1997) remplace Charles Aubecq

### PSC(16)
1. André Antoine
2. Michel Barbeaux (31.7.1995) remplace Michel Lebrun
3. André Bouchat (31.7.1995) remplace Guy Lutgen
4. Philippe Charlier
5. Dominique Cogels-Le Grelle
6. Anne-Marie Corbisier-Hagon
7. Jacques Étienne
8. Anne-Michèle Hannon (31.7.1995) remplace Jean-Pierre Grafé
9. Ghislain Hiance
10. Guy Hollogne
11. Albert Liénard
12. Pierre Scharff
13. Georges Sénéca
14. Cyrille Tahay
15. René Thissen
16. Pierre Wintgens

### Front national(1)
1. Alain Sadaune

### Ecolo(8)
1. Bernard Baille
2. Marcel Cheron
3. José Daras
4. Xavier Desgain
5. Daniel Marchant
6. Nicole Maréchal
7. Daniel Smeets
8. Jean-Paul Snappe

### Indépendant (1)
1. Jacques Hubert (élu FN, rejoint le PCN en 1996)